# Nichtbundeseigene Eisenbahn

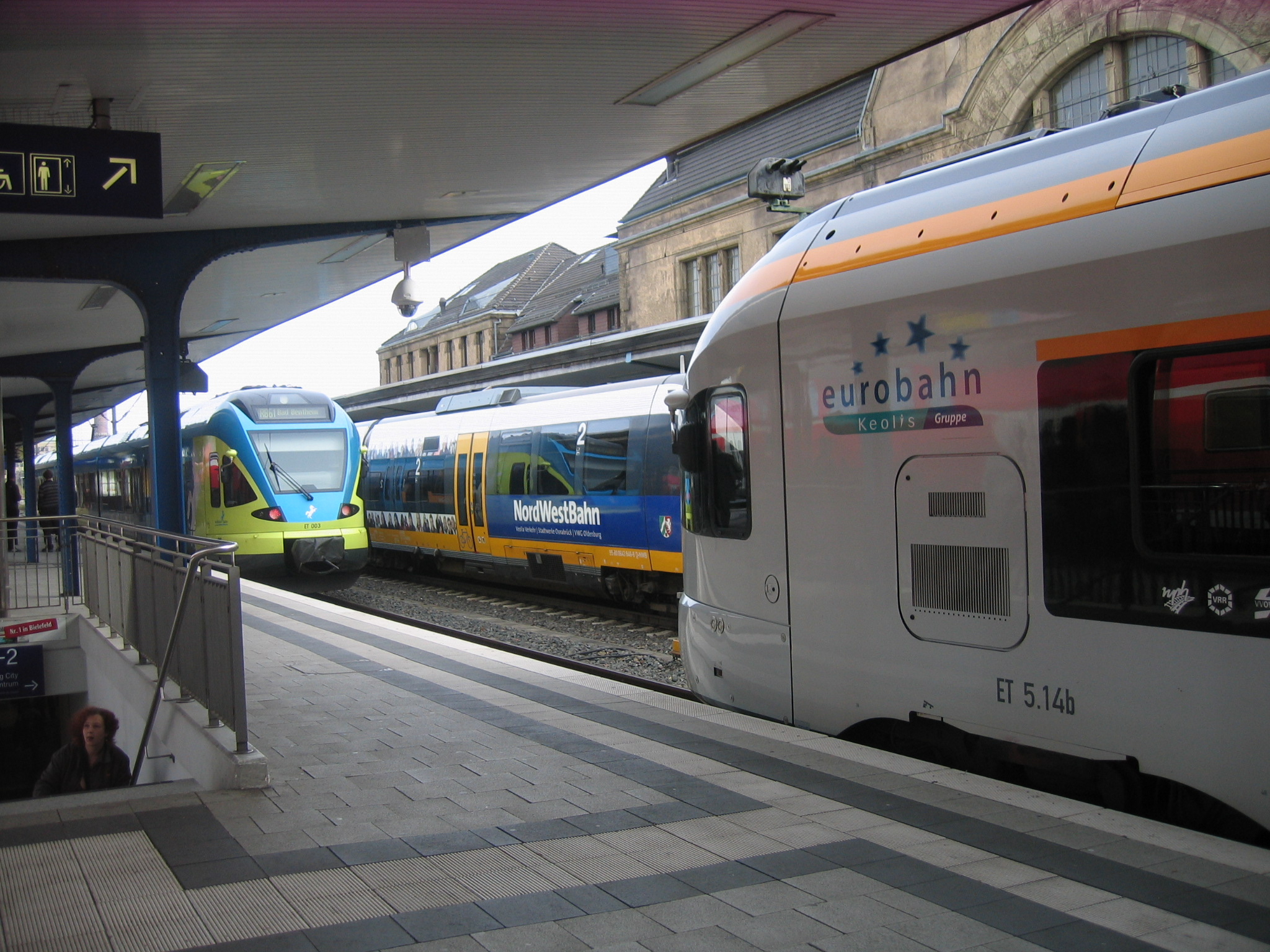
Regionalbahnzüge der NordWestBahn, Eurobahn und Westfalenbahn im Hauptbahnhof Bielefeld

Als nichtbundeseigene Eisenbahnen (NE, als redundantes Akronym oft auch NE-Bahnen) werden in Deutschland alle Eisenbahnverkehrs- und -infrastrukturunternehmen bezeichnet, die sich nicht mehrheitlich im Besitz des Bundes befinden. Oft werden auch alle Eisenbahnstrecken so bezeichnet, die sich nicht im Eigentum des Bundes befinden. Die Feststellung, ob „es sich nicht um Schienenbahnen des Bundes handelt“, muss im Einzelfall das Eisenbahnbundesamt treffen.

## Allgemeines
Bei den NE-Bahnen handelt es sich um Unternehmen, die von privaten Investoren oder auch von der öffentlichen Hand (Länder, Kreise, Städte usw.) gehalten werden. Es gibt aber auch Bahnen, die als Eigenbetriebe einer Kommune in öffentlich-rechtlicher Form existieren. Zahl, Umfang und Bedeutung der NE-Bahnen ist seit der Bahnreform der 1990er Jahre erheblich gestiegen. Die Liste deutscher Eisenbahngesellschaften gibt einen guten Überblick über den gegenwärtigen Stand.
Die Einstufung als nichtbundeseigene Eisenbahn hat vor allem rechtliche Konsequenzen. Für Eisenbahnen des Bundes (EdB) ist das Eisenbahn-Bundesamt als Aufsichtsbehörde zuständig, für die nichtbundeseigenen Eisenbahnen in der Regel das jeweilige Bundesland (wobei viele Bundesländer jedoch ihre Aufgaben – zumindest teilweise – dem Eisenbahn-Bundesamt übertragen haben).
Bei Bahngesellschaften muss allgemein unterschieden werden zwischen:
- Eisenbahninfrastrukturunternehmen (EIU), das sind Unternehmen, denen die Infrastruktur wie Gleise, Bahnsteige, Stellwerke usw. gehört
- Eisenbahnverkehrsunternehmen (EVU) erbringen Eisenbahnverkehrsleistungen, sind im Besitz des rollenden Materials und beschäftigen das Personal wie Lokführer und Zugbegleiter

EVU schließen mit den EIU Verträge über Fahrplantrassen und fahren die dementsprechenden Züge. Eine Überleitung von Subventionen zwischen beiden Bereichen ist nicht zulässig. Ist ein Unternehmen EIU und EVU gleichzeitig, so ist für beide Unternehmensbereiche nach EU-Recht eine getrennte wirtschaftliche Rechnung vorzunehmen.
NE-Bahnen, die in Deutschland als EIU tätig sind, sind von den EU-Vorgaben über Interoperabilität ausgenommen. Die Europäische Kommission hat dazu ein Vertragsverletzungsverfahren angestrengt, da sie dadurch die Interoperabilität zumindest für Fahrzeuge und den freien Zugang zum Eisenbahnnetz damit gefährdet sieht.

## Verkehrsarten

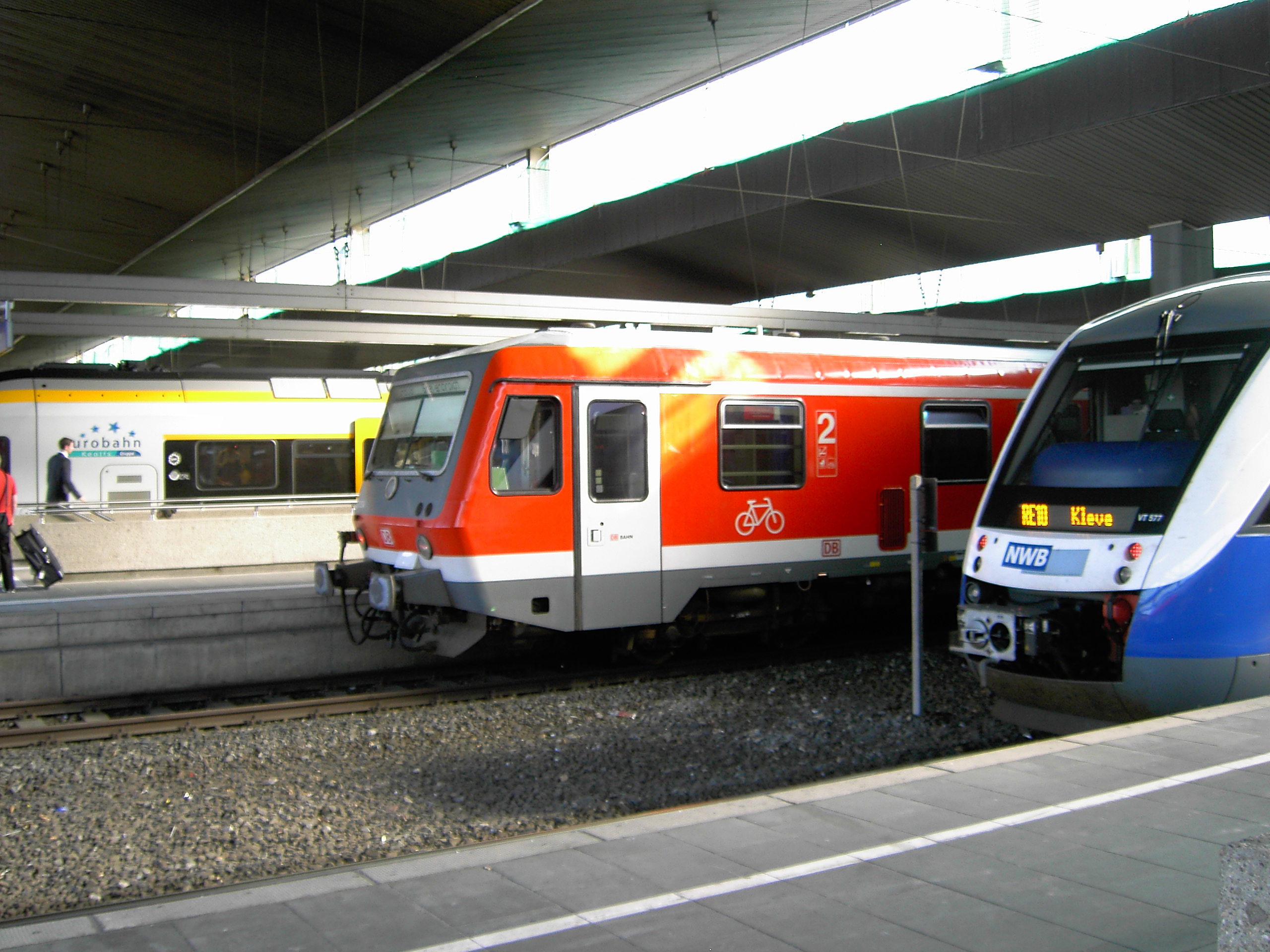
Düsseldorf Hbf: Züge der Eurobahn und der NordWestBahn neben einem Triebwagen der staatseigenen DB

### Personennahverkehr
Die meisten NE-Bahnen sind im öffentlichen Auftrag im sog. Schienenpersonennahverkehr (auch SPNV) tätig und werden dabei durch die öffentliche Hand subventioniert. Die EVU können sich im Rahmen öffentlicher Ausschreibungen darum bewerben, den Personennahverkehr auf einer bestimmten Strecke für einen in der Ausschreibung definierten Zeitraum zu übernehmen. Seit der Bahnreform im Jahr 1994 ist der Anteil der NE-Bahnen am SPNV kontinuierlich gestiegen. Im September 2023 lag ihr Marktanteil an der Betriebsleistung (in Zugkilometern gemessen) in Deutschland bei 41,5 % (verglichen mit 9,9 % im Jahr 2003).
87 Prozent der Betriebsleistung im SPNV werden von Unternehmen erbracht, die im Mehrheitsbesitz von Nationalstaaten, Bundesländern oder Kommunen sind. Andere Quellen sprechen von nur acht Prozent der Verkehren, die durch privat finanzierte Eisenbahnen im SPNV gefahren würden.

### Personenfernverkehr
Im Schienenpersonenfernverkehr bestehen keine öffentliche Subventionen und EVUs führen eigenwirtschaftlich Personenfernverkehr in eigener Regie durch. Die Unternehmen sind hier in der Preisbildung frei und stehen in unabhängiger Konkurrenz zur Deutschen Bahn. Private Betreiber konnten sich trotz Öffnung des Marktes für die Konkurrenz aber bislang kaum auf dem Fernverkehrsmarkt etablieren; ihr Marktanteil an der Verkehrsleistung (in Pkm) im SPFV lag 2012 unter 2 %. Es verkehren nur einzelne eigenwirtschaftliche Fernverkehrszüge privater Anbieter.

### Güterverkehr
Auch der Schienengüterverkehr ist heute in Deutschland liberalisiert und im Güterverkehr tätige private EVU stehen in freier Konkurrenz zu DB Cargo und führen den Güterverkehr in eigener Regie eigenwirtschaftlich durch. Im Jahr 2000 lag der Marktanteil der Nichtbundeseigenen Eisenbahnen am Schienengüterverkehr in Deutschland noch bei unter 2 % der Verkehrsleistung. Im Jahr 2022 lag der Anteil bei 59,0 %. Stärkste NE ist Captrain Deutschland (6,1 %) vor SBB Cargo (5,2 %).

## Interessensvertretungen und Verbände
Die NE-Bahnen waren bis 1990 im Verband Deutscher Nichtbundeseigener Eisenbahnen e. V. (VDNE) zusammengeschlossen. Im November 1990 schloss sich dieser mit dem Verband Öffentlicher Verkehrsbetriebe (VÖV) und dem VÖV der ehemaligen DDR zum Verband Deutscher Verkehrsunternehmen (VDV) zusammen.
Der Interessensverband mofair e. V. wurde am 9. September 2005 in Berlin gegründet; Mitglieder sind die bedeutendsten in Deutschland im Öffentlichen Personennahverkehr (ÖPNV) tätigen privaten, unabhängigen und wettbewerblichen Verkehrsunternehmen.
Des Weiteren besteht das Netzwerk Europäischer Eisenbahnen e. V.; es vertritt seit seiner Gründung im Herbst 2000 die Interessen von im Schienengüterverkehr tätigen Unternehmen. Seit 2022 tritt der Verband unter dem Namen Die Güterbahnen auf.